# Anita Laurenzi
Anita Laurenzi, nome completo Anita Sagnotti Laurenzi (Roma, 10 luglio 1932 – Roma, 17 ottobre 1998), è stata un'attrice italiana.

## Biografia

Salvo Randone, Anita Laurenzi e Elsa Merlini ne Il berretto a sonagli (1970) di Luigi Pirandello

Iniziò a recitare in teatro a sedici anni (dal 1948) e in una carriera cinquantennale lavorò con Luca Ronconi (nella prima rappresentazione del Calderón di Pier Paolo Pasolini al Teatro Metastasio di Prato nel 1978), Sandro Sequi (La vita che ti diedi, con Sabina Vannucchi), Massimo Castri (Le avventure della villeggiatura e Il ritorno dalla villeggiatura di Carlo Goldoni), Gigi Proietti, Franco Brusati (fu tra le prime interpreti de La fastidiosa), e con diversi altri, spaziando da ruoli brillanti ad altri drammatici. L'ultima sua performance sul palcoscenico fu nel ruolo di Carlotta in Recita dell'attore Attilio Vecchiatto nel teatro di Rio Saliceto di Gianni Celati, sostituita poi da Marisa Belli.
Sul grande schermo lavorò in una dozzina di pellicole dal 1975 al 1998, tra gli altri con Emidio Greco, Marco Bellocchio e con Daniele Luchetti (memorabile il personaggio della professoressa Serino ne La scuola). Ha lavorato assiduamente anche per il piccolo schermo con diversi lavori di prosa, sceneggiati e film televisivi. Saltuariamente si è dedicata anche al doppiaggio (è la voce di Hattie McDaniel nel ridoppiaggio del 1977 di Via col vento). Morì all'età di 66 anni.

## Filmografia

### Cinema
- Morte sospetta di una minorenne, regia di Sergio Martino (1975)
- Assassinio al cimitero etrusco, regia di Sergio Martino (1982)
- Ehrengard, regia di Emidio Greco (1982)
- Diavolo in corpo, regia di Marco Bellocchio (1986)
- Strana la vita, regia di Giuseppe Bertolucci (1987)
- Regina, regia di Salvatore Piscicelli (1987)
- Il siciliano (The Sicilian), regia di Michael Cimino (1987)
- Gentili signore, regia di Adriana Monti (1988)
- Il sogno della farfalla, regia di Marco Bellocchio (1994)
- La scuola, regia di Daniele Luchetti (1995)
- Il principe di Homburg, regia di Marco Bellocchio (1997)
- Il violino rosso (Le violon rouge), regia di François Girard (1998)
- Ecco fatto, regia di Gabriele Muccino (1998)
- Prima la musica, poi le parole, regia di Fulvio Wetzl (1998)

### Televisione
- Sganarello e la figlia del re, da Molière, regia di Alessandro Fersen, 18 maggio 1960.
- Il quarto giorno di primavera, scritto e diretto da Antonio Racioppi, 6 dicembre 1964.
- La guerra di Troia non si farà, dramma di Jean Giraudoux, regia di Andrea Camilleri, trasmessa dal Secondo Programma il 3 gennaio 1968.
- Il berretto a sonagli di Luigi Pirandello, regia di Edmo Fenoglio, 15 dicembre 1970.
- Giorgio Dandin di Molière, regia di Gianfranco De Bosio, 27 agosto 1971.
- Prima, durante e dopo la partita di Carlo Cassola, regia di Giandomenico Giagni, 4 luglio 1972.
- Vino e pane, regia di Piero Schivazappa, 4 puntate, dall’11 marzo al 1 aprile 1973.
- Grande rappresentazione de L’amante militare di Carlo Goldoni, regia di Giacomo Colli, 27 luglio 1973.
- Il caso Rodriguez di Giandomenico Giagni e Silvio Maestranzi, regia di Silvio Maestranzi, 2 ottobre 1973.
- Orestea di Eschilo, regia di Marco Parodi, 25 gennaio 1975.
- Così va il mondo di William Congreve, regia di Sandro Sequi, 24 ottobre 1975.
- La freccia nel fianco, dal romanzo di Luciano Zuccoli, regia di Ugo Gregoretti, 18 dicembre 1975.
- La traversata di Edith Bruck, regia di Nelo Risi, 7 maggio 1976.
- Abramo Lincoln in Illinois di Robert E. Sherwood, regia di Sandro Sequi, 14 e 15 ottobre 1976.
- Il caso Graziosi, regia di Michele Massa (1981)
- Colomba, regia di Giacomo Battiato, 3 puntate, dal 24 gennaio al 7 febbraio 1982.
- E ricchissimo diventerai, regia di Marco Mattolini, 26 dicembre 1985.
- Il cugino americano, regia di Giacomo Battiato, 3 puntate, dal 12 al 19 ottobre 1986.
- Un bambino in fuga, regia di Mario Caiano, 3 puntate, dal 28 gennaio al 4 febbraio 1990.
- Le avventure della villeggiatura di Carlo Goldoni, regia di Massimo Castri, 29 novembre 1997.
- Incantesimo, regia di Gianni Lepre, 10 puntate, dall’8 giugno al 13 luglio 1998.
- L'appartamento, regia di Francesca Pirani, trasmessa il 22 luglio 1999 (presentata al Locarno Film Festival, agosto 1997).

## Teatro
- Il malato immaginario di Molière, regia di Alessandro Fersen. Teatro Olimpico di Vicenza (settembre 1960)
- Zelindo il Garibaldino di Mario Guidotti. Montepulciano (agosto 1961)
- Casina di Plauto, regia di Lucio Chiavarelli. Stadio di Domiziano di Roma (estate 1962)
- Don Gil dalle calze verdi di Tirso de Molina, regia di Lucio Chiavarelli. Stadio di Domiziano di Roma, 24 giugno 1963.
- Il quarto giorno di primavera, scritto e diretto da Antonio Racioppi. Teatro Ridotto dell’Eliseo di Roma, 2 aprile 1964.
- Romeo e Giulietta di William Shakespeare, regia di Franco Zeffirelli. Teatro romano di Verona, 4 luglio 1964.
- Elegia di Antonio Nediani, regia di Giorgio Bandini. Nebbia Club di Milano, 5 aprile 1965.
- La lupa di Giovanni Verga, regia di Franco Zeffirelli. Teatro della Pergola di Firenze, 24 maggio 1965.
- Dal tuo al mio di Giovanni Verga, regia di Paolo Giuranna. Teatro Valle di Roma, 14 ottobre 1966.
- Rose rosse per me di Sean O'Casey, regia di Alessandro Fersen. Teatro Valle di Roma, 6 dicembre 1966.
- Le Diavolerie. Appunti sull’angoscia di Alessandro Fersen. Festival dei Due Mondi di Spoleto (luglio 1967)
- La tempesta e La mamma com'è di Enzo Siciliano. Roma, 25 novembre 1967.
- Socrate immaginario di Ferdinando Galiani, regia di Giovanni Poli. Cortile del Campanara de L'Aquila (luglio 1968)
- Il pellicano di August Strindberg, regia di Gian Pietro Calasso. Teatro Stabile dell'Aquila, Roma, Milano, Firenze (1968)
- Fedra di Seneca, regia di Luca Ronconi. Teatro Valle di Roma, 10 gennaio 1969.
- Golem, scritto e diretto da Alessandro Fersen. Teatro della Pergola di Firenze, 10 giugno 1969.
- Giorgio Dandin di Molière, regia di Gianfranco De Bosio. Teatro Olimpico di Vicenza, 11 settembre 1969.
- Grande rappresentazione de L’amante militare di Carlo Goldoni, regia di Giacomo Colli. Teatro La Fenice di Venezia, 23 settembre 1971.
- L'amante di Gramigna, dal racconto di Giovanni Verga, regia di Alfredo Mazzone. Vizzini, 29 luglio 1972.
- Orestea di Eschilo, regia di Luca Ronconi. Filmskijgrad Atelier di Belgrado (3, 20 settembre 1972); chiesa di San Niccolò di Spoleto (luglio 1973)
- La buona persona di Sezuan di Bertolt Brecht, regia di Benno Besson. Teatro Argentina di Roma, 10 febbraio 1973.
- La vita scellerata del nobile signore Gilles de Rais che fu nominato Barbablù di Massimo Dursi, regia di Lamberto Puggelli. Piccolo Teatro di Milano, 26 ottobre 1973.
- Una partita a scacchi di Thomas Middleton, regia di Luca Ronconi. Teatro Valle di Roma (aprile 1974)
- L’Alcade di Zalamea di Pedro Calderón de la Barca, regia di Giuliano Merlo. Teatro Olimpico di Vicenza, 12 settembre 1974.
- Peccato che sia una sgualdrina di John Ford, regia di Roberto Guicciardini. Teatro Olimpico di Vicenza, 24 settembre 1974.
- Conversazione in Sicilia, dal romanzo di Elio Vittorini, regia di Nino Mangano. Teatro Biondo di Palermo, 27 dicembre 1974.
- Utopia, da Aristofane, regia di Luca Ronconi. ex Cantieri della Giudecca di Venezia, 25 agosto 1975.
- Volpone di Ben Jonson, regia di Luigi Squarzina. Teatro Argentina di Roma, 2 novembre 1977.
- Il pellicano di August Strindberg, regia di Gian Pietro Calasso. Teatro di Palazzo Durini di Milano, 19 febbraio 1978.
- Elettra di Hugo von Hofmannsthal, regia di Beppe Menegatti. Teatro Valle di Roma, 23 febbraio 1978.
- Calderón, parte prima di Pier Paolo Pasolini, regia di Luca Ronconi. Teatro Metastasio di Prato, 29 aprile 1978.
- Fantastica visione di Giuliano Scabia, regia di Massimo Castri. Teatro Flaiano di Roma, 23 gennaio 1979.
- Stella. Commedia per amanti di Wolfgang Goethe, regia di Sandro Sequi. Spazio Uno di Roma, 7 febbraio 1980.
- L'isola disabitata di Pietro Metastasio, regia di Sandro Sequi. Sala Casella di Roma, 14 maggio 1980.
- Peer Gynt di Henrik Ibsen, musiche di Edvard Grieg, elaborazione di Giorgio Albertazzi. Teatro di Verdura di Palermo, 20 luglio 1980.
- Britannico di Jean Racine, regia di Sandro Sequi. Chiesa dei Santi Luca e Martina, 7 febbraio 1981.
- L'Olimpiade di Pietro Metastasio, regia di Sandro Sequi. Sala Casella di Roma, 15 maggio 1982.
- Il principe di Homburg di Heinrich von Kleist, regia di Walter Pagliaro. Politeama Genovese di Genova, 19 ottobre 1982.
- Anfitrione di Heinrich von Kleist, regia di Walter Pagliaro. Politeama Genovese di Genova, 17 febbraio 1983.
- Le Trachinie di Sofocle, regia di Massimo Castri. Teatro Nuovo di Spoleto, 1⁰ luglio 1983.
- La commedia della seduzione di Arthur Schnitzler, regia di Luca Ronconi. Teatro Metastasio di Prato, 7 marzo 1985.
- Le false confidenze di Marivaux, regia di Walter Pagliaro. Teatro delle Arti di Roma, 14 novembre 1985.
- Pilade di Pier Paolo Pasolini. Progettazione per il Festival Internazionale di Montalcino, 1986.
- La vita che ti diedi di Luigi Pirandello, regia di Sandro Sequi. Teatro Verga di Catania, 4 febbraio 1987.
- Il mistero del mazzo di rose di Manuel Puig, regia di Marco Mattolini. Marina di Pietrasanta, La Versiliana, 23 agosto 1987.
- Liolà di Luigi Pirandello, regia di Gigi Proietti. Teatro antico di Taormina, 13 agosto 1988.
- Rapacità di Maksim Gor'kij, regia di Sandro Sequi. Teatro Verga di Catania, 2 novembre 1988.
- I villeggianti di Maksim Gor'kij, regia di Sandro Sequi. Teatro Verga di Catania, 4 febbraio 1989.
- Stelle del firmamento di Manuel Puig, regia di Sandro Sequi. Teatro Verga di Catania, 3 gennaio 1990.
- Hotel des âmes di Enrico Groppali, regia di Sandro Sequi. Teatro Santa Chiara di Brescia, 5 novembre 1990.
- Donne di Clare Boothe Luce, coordinamento di Patrick Rossi Gastaldi. Teatro Carignano di Torino, 12 novembre 1990.
- Zoo o lettere non d'amore di Viktor Borisovič Šklovskij, regia di Giorgio Marini. Centro Teatrale Bresciano, 28 aprile 1991.
- Tre ragazze vestite d'azzurro di Ljudmila Petruševskaja, regia di Sandro Sequi. Taormina Arte, 6 agosto 1991.
- Britannico e Berenice di Jean Racine, regia di Sandro Sequi. Teatro Grande di Brescia, 18 settembre 1991.
- L'automa di Salisburgo di Ugo Ronfani, regia di Sandro Sequi. Teatro Mercadante di Napoli, 5 dicembre 1991.
- Vittime del dovere di Eugène Ionesco, regia di Sandro Sequi. Piccolo Teatro di Milano, 21 febbraio 1992.
- Elettra di Ezra Pound e Rudd Fleming. Vittoriale degli Italiani di Gardone, 30 giugno 1992.
- Non c'è domani di Julien Green, regia di Sandro Sequi. Centro Teatrale Bresciano, 23 gennaio 1993.
- Cristina va alla guerra di Filippo Arriva, regia di Francesco Randazzo. Festival Belliniano di Catania (1994)
- A mosca cieca (Girotondo dell'amore) di Enrico Groppali, regia di Sandro Sequi. Centro Teatrale Bresciano (aprile 1994)
- La sposa di campagna di William Wycherley, regia di Sandro Sequi. Bergamo, 30 dicembre 1994.
- Le smanie per la villeggiatura di Carlo Goldoni, regia di Massimo Castri. Teatro Morlacchi di Perugia, 16 maggio 1995.
- Ali di Arthur Kopit, regia di Sandro Sequi. Centro Teatrale Bresciano, 30 novembre 1995.
- Le avventure della villeggiatura di Carlo Goldoni, regia di Massimo Castri. Teatro Nuovo di Spoleto, 28 maggio 1996.
- La casa tra due palme di Dacia Maraini, regia di Nico Garrone. Festival di Radicondoli, 5 agosto 1996.
- Il ritorno dalla villeggiatura di Carlo Goldoni, regia di Massimo Castri. Teatro Metastasio di Prato, 27 novembre 1996.
- La morte della Pizia di Ugo Ronfani, dal racconto di Friedrich Dürrenmatt, regia di Salvo Bitonti. Magna Grecia Festival di Taranto (agosto 1997)
- Altri tempi di Raffaella Battaglini, regia di Marco Avogadro. Cortile San Filippo di Chieri, 10 luglio 1998.

## Radio
- I Giacobini di Federico Zardi, regia di Guglielmo Morandi, primo episodio, trasmesso il 15 marzo 1960.
- Film, soggetto e sceneggiatura di Antonio Nediani, regia di Giorgio Pressburger, 25 ottobre 1962.
- Solo loro conoscono l’amore di Miklós Hubay, regia di Giorgio Bandini, 3 novembre 1963.
- La guerra di Troia non si farà di Jean Giraudoux, regia di Andrea Camilleri, 27 luglio 1969.
- Una casa di David Storey, regia di Flaminio Bollini, 14 giugno 1971.
- Fedra di Seneca, regia di Luca Ronconi, 27 febbraio 1972.
- Il primo allarme di Edith Bruck, regia di Silvio Maestranzi, 25 marzo 1975.
- Identità di Robert Pinget, regia di Lorenzo Salveti, 16 febbraio 1976.
- Il prisma di Luigi Quattrucci, regia di Andrea Camilleri, 13 giugno 1977.
- Ippolita di Alberto Denti di Pirajno, regia di Marco Parodi, puntate del 31 ottobre e 1-2 novembre 1979.
- Poesia come musica, antologia poetico-musicale di ogni tempo di Mario Petrucciani, regia di Sandro Sequi, 11 ottobre 1980.
- La coppa d’oro di Henry James, regia di Sandro Sequi, 12 puntate, dal 26 gennaio al 7 febbraio 1981.
- Requiem per una monaca di Albert Camus, regia di Luigi Durissi, 4 maggio 1985.
- Becket o l'onore di Dio di Jean Anouilh, regia di Luigi Durissi, 2 novembre 1985.
- La scarpina di raso di Paul Claudel, regia di Sandro Sequi, 24-25-26 dicembre 1985.
- Come prima, meglio di prima di Luigi Pirandello, regia di Ottavio Spadaro, 18 ottobre 1986.
- Antigone di Salvador Espriu, regia di Francesco Anzalone, 1 novembre 1986.
- Under novanta, scritto e diretto da Ida Bassignano, 55 puntate, dal 23 gennaio al 7 aprile 1989.
- Stella. Commedia per amanti di Wolfgang Goethe, regia di Sandro Sequi, 18 marzo 1989.
- Gli affari sono gli affari di Octave Mirbeau, regia di Beppe Navello, 26 agosto 1989.
- L'automa di Salisburgo di Ugo Ronfani, regia di Sandro Sequi, 5 dicembre 1991.
- Non ricordo più niente di Arthur Miller, regia di Ida Bassignano, 14 dicembre 1991.
- Doppio sogno di Arthur Schnitzler, regia di Gerardo Vignoli, 18 dicembre 1993.
- Elettra di Jean Giraudoux, regia di Sandro Sequi, 22 gennaio 1994.

## Doppiaggio
- Hattie McDaniel in Via col vento (riedizione)

## Discografia
- 1998 – Anita Laurenzi e Andrea Chimenti, Cantico dei Cantici (Mercury, 300 165-2)